# Pierre Jean François Turpin
Pour les articles homonymes, voir Turpin.
Pierre Jean François Turpin (Vire 1775 - Paris 1840) était un botaniste et illustrateur français. Il est considéré comme l’un des plus grands illustrateurs botaniques de l’époque napoléonienne. Bien qu’il ait entamé une formation aux Beaux-Arts, Turpin, en tant qu’artiste, était largement autodidacte.
En 1794, alors membre de l’armée française et basé à Haïti, Turpin rencontre le botaniste Pierre-Antoine Poiteau (1766-1854) avec il contribuera tout au long de sa carrière. Grâce à Poiteau, il apprend la botanique et réalise de nombreux dessins qui deviendront la base d’études plus approfondies à leur retour en France. Ils ont décrit environ 800 espèces de plantes de la flore haïtienne.

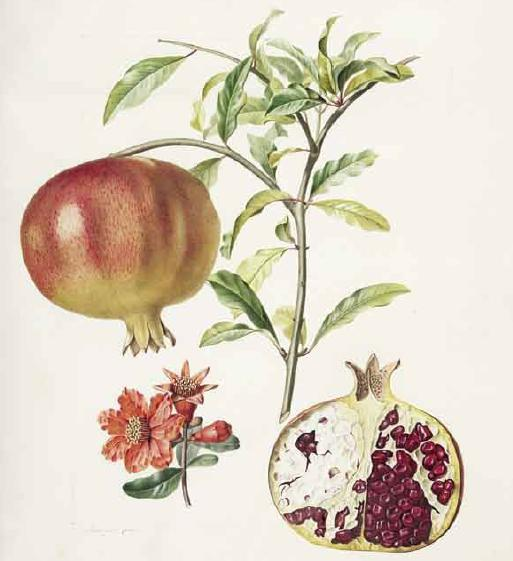
Grenadier.

Turpin est à l’origine des plus belles aquarelles et illustrations existantes de plantes. Il a non seulement apporté son talent à Poiteau, mais aussi à Poiret ou à Humboldt. Il fut membre de l'Académie des Sciences.
Bien que connu pour son œuvre botanique, il a aussi été zoologiste et a notamment travaillé sur les bryozoaires, dont Cristatella mucedo et ce qu'il prenait pour un œuf de cette espèce, qui est en réalité une forme dormante dite « statoblaste »

## Quelques ouvrages auxquels il a contribué
- Icones selectae plantarum de Benjamin Delessert (1773-1784) et Augustin Pyrame de Candolle (1778-1841).
- Traité des arbres fruitiers d'Henri Louis Duhamel du Monceau (1700-1782)
- Plantes équinoxales d'Alexander von Humboldt (1769-1859) et d'Aimé Bonpland (1773-1858)
- Leçons de flore : cours complet de botanique de Jean-Louis Marie Poiret (1755-1834)